# Sclerostomus trifurcatus
Sclerostomus trifurcatus is een keversoort uit de familie vliegende herten (Lucanidae). De wetenschappelijke naam van de soort is voor het eerst geldig gepubliceerd in 2004 door Grossi & Racca-Filho.